# Le Bataillon des lâches (film, 1964)
Pour les articles homonymes, voir Le Bataillon des lâches.
Le Bataillon des lâches (Advance to the Rear) est un film américain réalisé par George Marshall, sorti en 1964.

## Synopsis
En 1862, durant la guerre de Sécession, le colonel Brackenbury et son second, le capitaine Heath, sont envoyés à l'arrière du front, où ils sont chargés de former une unité spéciale, composée de soldats ayant comme leurs chefs un seul objectif : ne surtout pas engager le combat...

## Fiche technique
- Titre : Le Bataillon des lâches
- Titre original : Advance to the Rear
- Réalisation : George Marshall
- Scénario : Samuel A. Peeples (en), William Bowers et Robert Carson (non crédité), d'après une histoire de Jack Schaefer et le roman The Company of Cowards de William Chamberlain
- Musique : Randy Sparks (en)
- Adaptation et direction musicale : Hugo Montenegro
- Directeur de la photographie : Milton R. Krasner
- Directeurs artistiques : George W. Davis et Eddie Imazu
- Décors de plateau : Budd S. Friend et Henry Grace
- Montage : Archie Marshek
- Producteur : Ted Richmond (en)
- Compagnie de production et de distribution : Metro-Goldwyn-Mayer
- Genre : Comédie parodique / Film de guerre / Western
- Noir et blanc - 100 min
- Dates de sortie :
  - États-Unis (pays d'origine) : 10 juin 1964 (première à New York)
  - France : 15 juillet 1964
- Affiche : Raymond Elseviers (titre : En arrière... Marche !, Belgique)

## Distribution
- Glenn Ford (VF : Roland Ménard) : Capitaine Jared Heath (prononcé « Jerry Head » en VF)
- Stella Stevens (VF : Michèle Bardollet) : Martha Lou Williams
- Melvyn Douglas (VF : Jean-Henri Chambois) : Colonel Claude Brackenbury
- Jim Backus (VF : William Sabatier) : Général Willoughby
- Joan Blondell : Easy Jenny
- Andrew Prine (VF : Michel Roux) : Soldat Owen Selous
- Jesse Pearson (en) (VF : Albert Augier) : Caporal Silas Geary
- Alan Hale Jr. (VF : Jacques Marin) : Sergent Beauregard Davis
- James Griffith (VF : Michel Gatineau) : Hugo Zattig
- Whit Bissell : Capitaine Queeg
- Michael Pate (VF : Henry Djanik) : Thin Elk
- Frank Mitchell (VF : Guy Piérauld) : le soldat pyromane Chuck Belmont
- Charles Horvath (VF : Pierre Garin) : le soldat Jones
- Henry Wills (VF : Pierre Collet) : le soldat cleptomane Long
- Bill Troy : le soldat Jim Fulton
- Joe Brooks : le soldat Luke Bannerman
- J. Lewis Smith (VF : Jean Clarieux) : le soldat Fergus « Slasher » (« Tonnerre » en VF) O'Toole
- Preston Foster : Général Bateman
- Harlan Warde (VF : André Valmy) : Commandant Hayward
- George DeNormand (VF : Émile Duard) : le maître de la bourgade

Et, parmi les acteurs non crédités :
- Yvonne Craig (VF : Mathilde Casadesus) : Ora
- Britt Ekland : Olga
- Paul Langton (VF : Jacques Torrens) : Major Forsythe
- Gregg Palmer : Un joueur
- Eddie Quillan : Sergent Smitty
- Chuck Roberson (VF : Jean Amadou) : Un moine